# Te regalo (canción de Carla Morrison)
«Te regalo» es una canción grabada por la cantante y compositora mexicana Carla Morrison. La canción fue escrita y producida por ella misma. Fue lanzada el 2 de julio de 2017 como el segundo y último sencillo de su primer álbum acústico Amor supremo desnudo. La canción ocupó el lugar número 2 en España en las listas del Spain Digital Songs Sales del Billboard.

## Video musical
El video musical oficial de «Te regalo» fue lanzado el 2 de julio de 2017 en la plataforma digital YouTube, fue producido y dirigido por Broducers. Ha sido reproducido más de 80 millones de veces, anterior al video oficial, un videoclip lírico fue publicado el 2 de junio de 2017 que cuenta con casi de 70 millones de reproducciones.

## Listas

### Semanales
| País   | Lista                                 | Mejor posición | Ref.  |
| ------ | ------------------------------------- | -------------- | ----- |
| España | Spain Digital Songs Sales (Billboard) | 2              | [ 2 ] |